# Mountain Iron
Mountain Iron é uma cidade localizada no estado americano de Minnesota, no Condado de St. Louis.

## Demografia
Segundo o censo americano de 2000, a sua população era de 2999 habitantes.
Em 2006, foi estimada uma população de 2914, um decréscimo de 85 (-2.8%).

## Geografia
De acordo com o United States Census Bureau tem uma área de
135,5 km², dos quais 128,0 km² cobertos por terra e 7,5 km² cobertos por água.

## Localidades na vizinhança
O diagrama seguinte representa as localidades num raio de 12 km ao redor de Mountain Iron.